# Raphael Semmes
Raphael Semmes (Baltimora, 17 settembre 1809 – Mobile, 26 agosto 1877) è stato un ammiraglio statunitense della flotta confederata, divenne famoso per i suoi innumerevoli successi a danno della flotta dell'Unione..
Nacque a Baltimora, Maryland, da una famiglia discendente dai coloni cattolici originali di questo stato.
Fu arruolato come mozzo nella Marina degli Stati Uniti il 1º aprile 1826. Prestò servizio fino al 1832, quando gli fu dato il permesso di assentarsi fino al luglio 1835, periodo durante il quale studiò legge e fu ammesso alla pratica legale. Ritornato in Marina prestò servizio con distinzione raggiungendo il grado di commander (equivalente all'italiano capitano di fregata), fino allo scoppio della guerra di secessione, quando rassegnò le dimissioni e seguì la sorte dello Stato secessionista dell'Alabama, del quale ebbe la cittadinanza nel 1861.
Fu promosso commander della Marina Confederata il 25 marzo 1861; captain (capitano di vascello) il 21 agosto 1862; Rear Admiral (contrammiraglio) il 10 febbraio 1865. Nell'aprile del 1865 venne nominato Brigadier generale dell'esercito confederato.
Al comando del corsaro confederato Sumter, distrusse durante sei mesi del 1861 diciotto navi; l'anno successivo, al comando dell'Alabama, cominciò la famosa crociera durante la quale catturò sessantanove imbarcazioni ed inflisse uno tale scacco al commercio marittimo degli Stati Uniti che non fu più recuperato. Dopo che l'Alabama fu affondato al largo delle coste francesi dal Kearsarge il 19 giugno 1864, fuggì in Inghilterra per poi tornare in Virginia, dove fu impegnato nella difesa di Richmond.
Dopo la resa delle forze del generale J. E. Johnston a Greensboro, Carolina del Nord, il 26 aprile 1865, si ritirò a vita civile: tornò alla sua casa di Mobile, Alabama, e aprì un ufficio legale. Pubblicò anche un giornale e per un certo tempo fu Professore nell'Istituto Militare della Louisiana. La distruzione della marina mercantile durante la sua crociera con il corsaro Alabama aveva tanto avvelenato l'opinione pubblica al Nord contro di lui che, sebbene fosse stato perdonato insieme con altri eminenti Confederati dall'amnistia proclamata dal presidente Johnson, la sua inabilitazione politica non fu mai revocata.
Morì a Mobile in Alabama.

## Pubblicazioni
Fu autore di Service Afloat and Ashore During the Mexican War ("Servizio nella flotta e costiero durante la guerra messicana", 1851); The Campaign of General Scott in the Valley of Mexico ("La campagna del Generale Scott nella valle del Messico", 1852); The Cruise of the Alabama and Sumter ("La crociera dell'Alabama e del Sumter", 1864) e Memoirs of Services Afloat during the War between the States ("Ricordi di servizio nella flotta durante la guerra fra gli Stati", 1869).

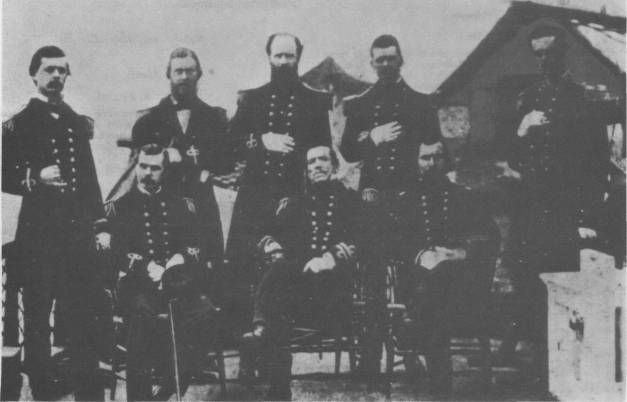
Raphael Semmes e ufficiali del CSS Sumter